# Suzhou Jinji Lake International Golf Club
De Suzhou Jinji Lake International Golf Club  is een van de vier privé golfclubs in China. Hij ligt bij Suzhou, een eeuwenoude stad omringd door een oude stadsmuur en een gracht.
Jinji Lake heeft verschillende golfbanen: The Forest Course, The Wetlands Cours en The Links Course. Alle holes zijn ontworpen door Gary Player. De Forest Course heeft negen holes die verlicht zijn zodat er ook 's nachts gespeeld kan worden. De Links Course is in 2008 uitgeroepen tot een van de top-10 golfbanen in China volgens de lijst van de 'My Favourite Golf Courses'.
Het management van de club berust sinds 20 juni 2005 bij IMG.
In 2010 wordt op de Links Course van Jinji Lake voor het eerst het Volvo China Open gespeeld.